# Бранка Чеперац
Бранка Чеперац (Београд, 26. новембар 1931 — Београд, 9. јул 2012) била је једна од најпознатијих српских ветерана или доајена југословенске и српске монтаже с краја 20 и почетка 21 века.
Радила је монтажу у филским остварењима: Владе Павловића у филмовима Осека из 1969 године, Бранка Бауера Салаш у малом риту и Бошко Буха. Посебно богату сарадњу је имала са редитељем Срђаном Карановићем чији је филмски опус целокупно измонтирала почев од ТВ филма Погледај ме, невернице из 1974 и настављајући са филмовима и серијом Грлом у Јагоде : Мирис пољског цвећа, Петријин венац, Нешто између, За сада без доброг наслова, Вирџина, Сјај у очима и Беса.
Испод њене филмске пресе су још изашли тв драме Лордана Зафрановића (Прво убиство и Убиство у ноћном возу), филмови: Здравка Шотре ( Освајање слободе) ,Божидара Николића ( Три карте за Холивуд , У име оца и сина ) , Ђорђа Милосављевића ( Точкови) , а и целокупан филмски опус Миће Милошевића ( Није него , Берлин капут , Другарчине , Лаф у срцу , Тесна кожа (најгледанији филм свих времена у Југославији 1982 године), Мољац , Нема проблема ) .
На филмском фестивалу у Пули 1988 године добила је Златну арену за монтажу филма Срђана Карановића За сада без доброг наслова.
Добитник је прве Кристалне призме Југословенске филмске академије за филмску монтажу 1992 године и Златне мимозе на филмском фестивалу у Херцег Новом за монтажу дебитантског филма Срђана Драгојевића Ми нисмо анђели.

## Филмографија
| Год.     | Назив                      | Улога              |  |
| -------- | -------------------------- | ------------------ |  |
| 1950-те  |                            |                    |  |
| 1958.    | Четири километра на сат    | асистент монтаже   |  |
| 1959.    | Кампо Мамула               | асистент монтаже   |  |
| 1960.-те |                            |                    |  |
| 1960.    | Дан четрнаести             | асистент монтаже   |  |
| 1960.    | Капо                       | асистент монтаже   |  |
| 1960.    | Љубав и мода               | асистент монтаже   |  |
| 1961.    | Избирачица                 | асистент монтаже   |  |
| 1962.    | Прозван је и V-3           | асистент монтаже   |  |
| 1962.    | Козара                     | асистент монтаже   |  |
| 1967.    | Деца војводе Шмита         | Монтажер           |  |
| 1969.    | Осека                      | Монтажер           |  |
| 1970.-те |                            |                    |  |
| 1970.    | Природна граница           |                    |  |
| 1971.    | Стефан Дечански            | тв филм            |  |
| 1972.    | Убиство у ноћном возу      | тв филм            |  |
| 1972.    | Друштвена игра             |                    |  |
| 1973.    | Балада о предвечерју       | тв филм            |  |
| 1973.    | Бела кошуља                | тв филм            |  |
| 1974.    | Просек                     | тв филм            |  |
| 1974.    | Погледај ме, невернице     | тв филм            |  |
| 1975.    | Салаш у малом риту         |                    |  |
| 1976.    | Зимовање у Јакобсфелду     |                    |  |
| 1976.    | Салаш у малом риту         | тв серија          |  |
| 1976.    | Грлом у јагоде             | тв серија          |  |
| 1976.    | Морава 76                  | тв серија          |  |
| 1977.    | Мирис пољског цвећа        |                    |  |
| 1978.    | Није него                  |                    |  |
| 1978.    | Вучари Доње и Горње Полаче | тв драма           |  |
| 1978.    | Бошко Буха                 | филм и мини серија |  |
| 1979.    | Освајање слободе           |                    |  |
| 1979.    | Другарчине                 |                    |  |
| 1980.-те |                            |                    |  |
| 1980.    | Петријин венац             | филм и мини серија |  |
| 1981.    | Лаф у срцу                 |                    |  |
| 1981.    | Берлин капут               |                    |  |
| 1981.    | Газија                     |                    |  |
| 1982.    | Тесна кожа                 |                    |  |
| 1983.    | Нешто између               | филм и мини серија |  |
| 1983.    | Мољац                      |                    |  |
| 1984.    | Нема проблема              |                    |  |
| 1985.    | Јагоде у грлу              |                    |  |
| 1988.    | За сада без доброг наслова |                    |  |
| 1990.-те |                            |                    |  |
| 1991.    | Вирџина                    |                    |  |
| 1992.    | Ми нисмо анђели            |                    |  |
| 1993.    | Три карте за Холивуд       |                    |  |
| 1995.    | Подземље                   |                    |  |
| 1996.    | Била једном једна земља    | мини серија        |  |
| 1998.    | Точкови                    |                    |  |
| 1999.    | У име оца и сина           |                    |  |
| 2000.-те |                            |                    |  |
| 2003.    | Сјај у очима               |                    |  |
| 2011.    | Беса                       |                    |  |